# Браславське воєводство
Брасла́вське воєводство — адміністративно-територіальна одиниця у Великому князівстві Литовському, що існувала в 1793–1795 роках.
За рішенням Гродненського сейму Браславський повіт виділено в окреме воєводство. Після приєднання до Російської імперії за результатами третього поділу Речі Посполитої 1795 територія увійшла у Віленську губернію.